# Рада з питань судової реформи
Рада з питань судової реформи — колишній консультативно-дорадчий орган при Президентові України. Була утворена 27 жовтня 2014 року Президентом України Петром Порошенком, а ліквідована новообраним президентом Володимиром Зеленським 21 червня 2019 року. Замість неї Зеленський утворив Комісію з питань правової реформи.
Координатором Ради з питань судової реформи був Філатов Олексій Валерійович, заступник Глави Адміністрації Президента України.

## Основні завдання Ради
1. підготовка та подання Президентові України пропозицій стосовно стратегії реформування судоустрою та судочинства, інших суміжних правових інститутів, розроблення планів дій щодо впровадження цієї стратегії;
2. сприяння налагодженню ефективного механізму взаємодії державних органів, інститутів громадянського суспільства та міжнародних організацій з питань підготовки і реалізації стратегії реформування судоустрою та судочинства, інших суміжних правових інститутів;
3. підготовка пропозицій щодо вдосконалення законодавства у сфері судоустрою та судочинства, інших суміжних правових інститутів, розгляд і оцінка пропозицій та ініціатив державних органів, інститутів громадянського суспільства і міжнародних організацій із зазначених питань;
4. здійснення моніторингу впровадження та аналізу ефективності реалізації в Україні стратегії реформування судоустрою та судочинства, інших суміжних правових інститутів, досягнення цілей такого реформування;
5. забезпечення інформування громадськості та міжнародної спільноти про стан розроблення, реалізації і зміст стратегії реформування судоустрою та судочинства, інших суміжних правових інститутів.

## Склад Ради з питань судової реформи
- Баулін Юрій Васильович - Голова Конституційного Суду України
- Беляневич Вадим Едуардович - Заступник голови Вищої ради правосуддя, кандидат юридичних наук
- Бойко Андрій Михайлович - декан юридичного факультету Львівського національного університету імені Івана Франка, доктор юридичних наук, професор
- Буткевич Володимир Григорович - суддя Європейського суду з прав людини у відставці, доктор юридичних наук, професор
- Віргіліюс Валанчюс - представник проєкту Європейського Союзу «Підтримка реформ у сфері юстиції в Україні»
- Вахель Юрій Володимирович - представник громадської організації «Лабораторія законодавчих ініціатив»
- Водянніков Олександр Юрійович - національний радник з юридичних питань, керівник відділу верховенства права Координатора проєктів ОБСЄ в Україні
- Волков Олександр Федорович - Керівник Головного управління з питань судоустрою та правової політики Адміністрації Президента України
- Гулько Борис Іванович - Голова Вищого спеціалізованого суду України з розгляду цивільних і кримінальних справ
- Крістос Джакомопулос - голова директорату з прав людини Ради Європи, спеціальний радник Генерального секретаря Ради Європи по Україні
- Дідковський Олексій Володимирович - адвокат
- Кисіль Василь Іванович - професор кафедри міжнародного приватного права Інституту міжнародних відносин Київського національного університету імені Тараса Шевченка, доктор юридичних наук
- Козленко Володимир Григорович - координатор групи «Судова реформа Нової Країни» громадської організації «Всеукраїнська громадянська платформа «Нова Країна»
- Козьяков Сергій Юрійович - адвокат, кандидат юридичних наук
- Козюбра Микола Іванович - завідувач кафедри загальнотеоретичних та державно-правових наук Національного університету «Києво-Могилянська академія», суддя Конституційного Суду України у відставці, член-кореспондент Національної академії правових наук України, доктор юридичних наук, професор
- Кот Олексій Олександрович - представник Всеукраїнської громадської організації «Асоціація цивілістів України», кандидат юридичних наук
- Кузнєцова Наталія Семенівна - академік-секретар відділення цивільно-правових наук Національної академії правових наук України, академік Національної академії правових наук України, доктор юридичних наук, професор
- Куйбіда Роман Олексійович - заступник голови правління громадської організації «Центр політико-правових реформ», експерт громадської ініціативи «Реанімаційний пакет реформ», кандидат юридичних наук
- Львов Богдан Юрійович - Голова Вищого господарського суду України
- Мусіяка Віктор Лаврентійович - професор кафедри галузевих правових наук факультету правничих наук Національного університету «Києво-Могилянська академія», кандидат юридичних наук, професор
- Назарова Ірина Володимирівна - голова комітету з альтернативних вирішень спорів Всеукраїнської громадської організації «Асоціація правників України», член Міжнародного арбітражного суду Міжнародної торгової палати
- Нечитайло Олександр Миколайович - Голова Вищого адміністративного суду України
- Огренчук Ганна Олександрівна - голова комітету з процесуального права Всеукраїнської громадської організації «Асоціація правників України»
- Петренко Павло Дмитрович - Міністр юстиції України
- Романюк Ярослав Михайлович - Голова Верховного Суду України
- Сімоненко Валентина Миколаївна - голова Ради суддів України
- Верая Кейт Сомвонгсірі - директор Відділу сприяння розвитку демократії та врядування Агентства Сполучених Штатів Америки з міжнародного розвитку
- Філатов Олексій Валерійович - Заступник Глави Адміністрації Президента України, координатор Ради
- Холоднюк Зеновій Васильович - Голова Державної судової адміністрації України
- Шкляр Сергій Володимирович - адвокат, кандидат юридичних наук
- Шлапак Олександр Віталійович – 14-ий Міністр фінансів України
- Ярема Віталій Григорович - Генеральний прокурор України

## Законопроєкт «Про забезпечення права на справедливий суд»
Протягом перших двох місяців роботи Ради з питань судової реформи був розроблений законопроєкт «Про забезпечення права на справедливий суд», який був внесений Президентом на розгляд Верховної ради України 26 грудня 2014 року під №1656. [Архівовано 9 січня 2015 у Wayback Machine.]
13 січня 2015 року законопроєкт № 1656 «Про забезпечення права на справедливий суд» був прийнятий Верховною радою України за основу у першому читанні.
Законопроєкт № 1656 «Про забезпечення права на справедливий суд» фокусується на наступних питаннях:  
1 . Боротьба з корупцією:
- Будь-яка посада в суді обіймається тільки за прозорим та публічним конкурсом (призначення і переведення);
- Кар’єра судді залежить виключно від професійного зростання;
- Запровадження суддівського досьє, де фіксується вся історія професійної діяльності судді, включаючи відповідність антикорупційним критеріям;
- Притягнення судді до дисциплінарної відповідальності за неповідомлення про втручання в його діяльність;

2. Відкритість та публічність:
- Добір суддів, переведення, складання іспитів стають прозорими та публічними, громадський контроль здійснюється на кожному з етапів;
- Оприлюднення всіх судових рішень у відкритому електронному реєстрі;
- Відкрита інформація про рух справи;
- Унеможливлення  впливу на автоматизовану систему розподілу справ;
- Будь-яка особа зможе бути присутньою у судовому засіданні.

3. Очищення суддівського корпусу:
- Атестація всіх суддів: атестаційний іспит та дослідження суддівського досьє;
- Підвищення професійних вимог до кандидатів на посаду судді;
- Етичні та професійні критерії атестації суддів;
- Конкретизація підстав для дисциплінарної відповідальності (в т.ч. незаконна відмова у правосудді, неповідомлення про спробу втручання у роботу судді, неправдиве декларування доходів/майна судді та членів його сім’ї);
- Розширення переліку видів дисциплінарних стягнень в залежності від тяжкості дисциплінарного правопорушення.

4. Підвищення ролі Верховного суду України (ВСУ):
- ВСУ самостійно допускає справи до перегляду;
- Висновки ВСУ є обов’язковими для всіх суб’єктів владних повноважень;
- Розширення процесуальних повноважень ВСУ щодо забезпечення єдності судової практики.

5. Усунення політичного впливу на судову систему: 
- Обмеження повноважень Президента та Верховної Ради щодо призначення та переведення суддів;
- Рішення за результатами конкурсу щодо призначення та переведення суддів проводить Вища кваліфікаційна комісія суддів. Президент та Верховна рада тільки виконують рішення;
- Вища рада юстиції та Вища кваліфікаційна комісія суддів обираються за прозорою та публічною процедурою: завчасне оприлюднення вичерпної інформації про кандидатів;
- Заборона суміщення посад членами Вищої Ради юстиції  та Вищої кваліфікаційної комісії суддів з іншими посадами та діяльністю.